# دانييل ينسن
دانييل ينسين (بالدنماركية: Daniel Jensen)‏ (مواليد 25 يونيو 1979 في كوبنهاغن - الدنمارك) لاعب كرة قدم دنماركي يلعب حاليا لصالح نادي الدرجة الأولى فيردر بريمين الألماني منذ 2004 في مركز الوسط المحوري .

## روابط خارجية
- دانييل ينسن على موقع الاتحاد الدولي (مؤرشف)  (الإنجليزية)
- دانييل ينسن على موقع الاتحاد الأوربي (الإنجليزية)
- دانييل ينسن على موقع قاعدة بيانات كرة القدم.إي يو (الإنجليزية)
- دانييل ينسن على موقع بيانات كرة القدم. دي إي (الألمانية)
- دانييل ينسن على موقع ناشيونال فوتبول تيمز (الإنجليزية)
- دانييل ينسن على موقع Soccerway.com (الإنجليزية)
- دانييل ينسن على موقع عالم كرة القدم.نت (الإنجليزية)
- دانييل ينسن على موقع كووورة